# Spiral Beach
Spiral Beach est un groupe de rock indépendant canadien, originaire de Toronto, en Ontario. Il est composé de Airick Woodhead (chanteur et guitariste), Maddy Wilde (chanteuse et claviériste), Danial Thornton Woodhead (batteur) et Dorian (le bassiste). Il est séparé en 2009.

## Biographie
En 2005, le quatuor sort son premier EP et jouent localement à Toronto, comme au Drake Hotel. En juin 2006, le groupe se popularise à l'échelle nationale, l:eur performance au NXNE étant l'un des meilleurs recensés au festival. Leur EP homonyme étant diffusé sur les radios de campus et sur CBC Radio 3, le groupe embarque pour une tournée pour The Hidden Cameras. Ils suivent par des dates d'ouverture pour Tokyo Police Club, et Sloan.
Spiral Beach publie son premier album, Ball, chez Sparks Music le 16 octobre 2007. Il est produit par Michael Olsen de The Hidden Cameras, et enregistré près de Hamilton, Ontario. Pour célébrer la sortie de l'album, le groupe organise plusieurs concerts à Toronto dont un tout public au Ward's Island qui attire une centaine de spectateurs dans un événement qu'ils qualifient de « rave » et filme un clip vidéo de Made of Stone dans un cirque à Trinity Bellwoods Park. Ils tournent autour du Canada en soutien à l'album et jouent au SXSW d'Austin l'année suivante.
En avril 2008, Spiral Beach joue outremer à Londres, en Angleterre, en parallèle à la sortie britannique du 45 tours Voodoo. Les concerts sont bien accueillis, le groupe jouant notamment au Club Fandango. Le groupe a aussi fait la page d'accueil de la page britannique de MySpace. En décembre 2008, le groupe travaille sur un deuxième album avec le producteur Mike Olsen. Après la fin des enregistrements, ils embarquent pour une tournée nord-américaine.
En juin 2009, Spiral Beach joue quatre concerts au NXNE Festival de Toronto, notamment avec Matt and Kim, Japanther, DD/MM/YYYY et The Black Lips. Les concerts sont inclus dan un clip pour Domino, morceau issu de leur futur album. Chartattack considère la performance du groupe au Yonge and Dundas Square comme l'une des meilleures du festival.
L'album The Only Really Thing est publié le 22 septembre 2009, et le groupe embarque pour une autre tournée nord-américaine, incluant notamment des dates aux CMJ Music Marathon de New York, où ils deviennent classés dans le Top Ten Bands at CMJ par le Paste Magazine. Publié aux formats vinyles, CD et .mp3, l'album est aussi publié comme livre photo de 95 pages, avec une copie originale de 'ouvrage lyrique de Daniel Woodhead, et un comic book de Maddy Wilde. Après quelques tournées à Toronto en fin d'année, ils partent pour une tournée européenne en 2009, avec notamment leurs compatriotes de Hey Rosetta! au Queen of Hoxton de Londres, pendant une soirée présentée par Muso's Guide et une performance au festival On3Radio de Munich, en Allemagne, diffusée en direct.
À son retour, le groupe joue au MTV Live pour la seconde fois.
Airick et Daniel Woodhead sont fils du musicien folk David Woodhead, et Wilde est la fille de la satiriste Nancy White[réf. souhaitée].
Les membres de Spiral Beach appaissent dans leur propre rôle dans le film Charlie Bartlett, qui comprend quatre de leurs morceaux. Ils ont aussi une vidéo, Made of Stone, apparue dans l'émission télévisée Life's a Zoo,.

## Discographie

### Albums studio
- 2005 : Spiral Beach (indépendant)
- 2007 : Ball (Sparks Music)
- 2009 : The Only Really Thing (Sparks Music)

### Singles
- 2008 : Voodoo UK 7" (Relentless/Stimulus)

### EP
- 2008 : Bonus EP (Sparks Music)